# Прогулочный шар

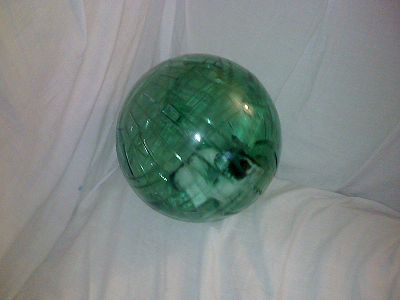
Мышь в прогулочном шаре

Прогулочный шар — пластиковый шар с отверстиями для воздуха, собирающийся из двух половин или имеющий открываемый человеком лючок и предназначенный для того, чтобы домашний грызун (хомяк, крыса) мог в нём безопасно перемещаться по помещению.

## Назначение
Физическая нагрузка необходима для нормальной жизнедеятельности животного. Хомяк внутри шара может пробегать в день по нескольку километров, как это происходит у грызунов в естественной среде обитания. Шар позволяет прогуливать грызуна без пристального внимания хозяина, требуемого при иных способах выгула: питомец не может сбежать в какую-либо щель или погрызть мебель, он защищён от агрессии других животных и от контакта с ядовитыми растениями, по звуку движущегося шара его достаточно легко найти. Тем не менее, некоторые владельцы грызунов советуют всё же постоянно наблюдать за шаром. Предложена конструкция шара, также предотвращающая попадание на окружающие предметы выделений животного.
Для прогулочных шаров выпускаются специальные трассы, позволяющие ограничить их перемещения.
Проводятся гонки различных животных на прогулочных шарах. Также в продаже встречаются прозрачные шары с игрушечными животными, имитирующими поведение настоящих в прогулочных шарах.

## Недостатки и опасности
Продажа прогулочных шаров не запрещена где-либо, однако ряд зоозащитных и ветеринарных организаций считает эту игрушку опасной .
У некоторых животных пребывание в замкнутом пространстве без надёжной опоры вызывает стресс, особенно если шар прозрачный; паника заставляет зверька бежать всё быстрее.
Паника может усиливаться по нарастающей, если доступ воздуха в шар недостаточен, и у грызуна развивается гипоксия.
Зверёк не должен проводить в шаре слишком много времени, так как это чревато переутомлением и обезвоживанием.
Иногда крышка шара открывается и зверек оказывается снаружи, далее как следствие может убежать и потеряться. 
Шар довольно хрупкий, при регулярном использовании трескается. 
Для шара опасно падение с высоты (лестниц, подоконников); для предотвращения падений перед лестницами иногда ставят простую преграду. Хомяк внутри шара плохо видит и может налетать на препятствие с достаточно большой силой. Также для существа в шаре опасны домашние животные и некоторые люди, которые могут устроить с шаром травмирующие грызуна игры.
Шар должен быть правильно подобран по размеру: в слишком маленьком грызун будет бежать в неестественной позе, в слишком большом его будет «болтать». Анатомические особенности ряда животных (кролики, шиншиллы, морские свинки и т. п.) таковы, что бег в шаре для них вообще невозможен и сам по себе травмоопасен.